# Test Drive (серия игр)
Test Drive (с англ. — «Тест-драйв») — серия видеоигр в жанре аркадных автосимуляторов и мотосимуляторов. Первая часть была разработана студией Distinctive Software в 1987 году, издателем выступала компания Accolade. Впоследствии были созданы многочисленные продолжения и ответвления.
Игровой процесс сосредотачивается на незаконных гонках. Игроку доступны лицензированные автомобили и мотоциклы от известных мировых производителей. Гонки также включают в себя полицейские преследования; в некоторых играх присутствует возможность участвовать в роли полицейского, задерживая нарушителей. Геймплей в ответвлениях от основной серии варьируется от соревнований по бездорожью и гонок на выживание до раллийных чемпионатов и симуляторов кольцевых гонок.
Серия Test Drive неоднозначно воспринималась игроками и профессиональными критиками. Наиболее положительные отзывы приходились на снискавшие большую популярность Test Drive Unlimited и её продолжение, которые хвалили за проработанный открытый мир и онлайн-возможности. В то же время, большинство других игр серии получали довольно смешанные оценки журналистов и не показали высоких продаж.

## Общая информация
Геймплей всех основных игр серии сосредотачивается на незаконных гонках по дорогам общего пользования. Первые три части серии от компании Accolade предлагали заезды на роскошных, дорогих автомобилях по трассам с живописными пейзажами. На дорогах присутствуют гражданские машины, а также полиция, которая начинала погоню за игроком, если он превысил скорость. Начиная со второй части серии, появилась возможность выбрать трассы, уровень сложности, а также машину соперника — появились гонки с компьютерным оппонентом. Третья часть стала первой игрой серии, выполненной в трёхмерной графике; в ней появилась возможность выехать за пределы дороги, а окружение стало более интерактивным.
Последующие игры серии были разработаны студиями Pitbull Syndicate и Xantera, и представляют собой уличные гонки по реальным городам. Геймплей и управление автомобилями стали более простыми, но в то же время были предоставлены новые режимы, например игра за полицию. TD Overdrive: The Brotherhood of Speed стала последней игрой серии от студии Pitbull Syndicate, а также первой из основной серии, созданной для шестого поколения игровых систем. Игровой процесс не претерпел существенных изменений, но визуально игра стала технически более совершенной, по сравнению с предшественниками, а также появилась сюжетная линия с озвученными персонажами в кат-сценах.
В 2006 году серия была перезагружена: компания Atari издала игру Test Drive Unlimited, разработанную студией Eden Games. В отличие от предыдущих частей, игра вместо уличных гонок по городским дорогам, предлагала детально воссозданный остров Оаху с тропическими пейзажами, по которому предоставлена свобода передвижения, а среди транспортных средств представлены редчайшие, дорогие экземпляры экзотических автомобилей и мотоциклов; тем самым игра стала приближённой к «корням» серии. В 2011 году вышел сиквел — Test Drive Unlimited 2, в котором значительно расширены игровая территория, геймплей и функционал, по сравнению с предыдущей игрой. В конце 2016 года стало известно, что франшиза Test Drive была продана компании BigBen Interactive, известной по другой гоночной серии — WRC. Она объявила о покупке прав на бренд у Atari, которая, при этом, сможет продолжает получать прибыль со всех предыдущих игр серии Test Drive. В результате, в 2024 году вышла третья часть — Test Drive Unlimited: Solar Crown, имеющая схожие с предшественниками игровые механики и представляющая концепцию соперничества двух разных водительских клубов.
Кроме основной серии были выпущены спин-оффы, имеющие мало общего с оригинальными играми. Серия Test Drive Off-Road, состоящая из четырёх игр, представляет собой гонки по бездорожью. Test Drive Le Mans и Test Drive: Ferrari Racing Legends представляют собой игры с уклоном в симуляцию гонок по специальным трассам. Test Drive V-Rally, а также отменённая Test Drive Rally представляют собой раллийные гонки. Test Drive Cycles является аркадным мотосимулятором. Test Drive: Eve of Destruction отличается от других игр серии сосредоточением на дерби и гонках с разрушением автомобилей.

## Оценки и мнения
Первые игры серии получали разные оценки от журналистов, варьирующиеся от менее благосклонных до положительных. Рецензенты были единогласны во мнении, что Test Drive и его последователи предлагают интересную идею и механику, а также обладают качественной графической составляющей. В то же время, основными объектами критики для некоторых обозревателей послужили однообразие прохождения и длина трасс, для других — технические недоработки и проблемы с управлением.
Последующие игры от Pitbull Syndicate получали разносторонние отзывы. Некоторые критики восприняли эти части как удачное развитие серии и большой скачок вперёд, но другим представителям не понравились упрощения в управлении автомобилями и геймплее, по сравнению с предшественниками. Большинство негативных отзывов приходилось на Test Drive 6 и TD Overdrive: The Brotherhood of Speed, которые были раскритикованы за вторичный игровой процесс и отсутствие значительных нововведений.
Преимущественно положительно была встречена Test Drive Unlimited, тогда как продолжения уже восприняли не так благосклонно. Обозревая первую часть, журналисты похвалили отличное воссоздание открытого мира и обширных онлайн-возможностей, а недостатками назывались управление и озвучивание. Test Drive Unlimited 2 получил похвалы за большую игровую территорию и нововведения в геймплее, однако оценки были ниже, чем у предшественника, что связано с посредственной физической моделью и многочисленными техническими проблемами. Ещё более низкие оценки получила Test Drive Unlimited: Solar Crown, которую раскритиковали за вторичность и посредственное техническое состояние.
Ответвления также получали неоднозначные отзывы. В серии Test Drive Off-Road журналисты в целом отнесли к достоинствам интересную идею, но критиковали посредственную реализацию. Наиболее положительные отзывы приходились на такие игры, как Test Drive Le Mans и Test Drive V-Rally, которые хвалили за увлекательный геймплей, качественную графику и физический движок.

## Игры

### Основные игры серии
| Релиз | Название                               | ПК                                                                                                | Консоли                                          | Разработчик                                                   | Издатель                                            | Альтернативное название        |
| ----- | -------------------------------------- | ------------------------------------------------------------------------------------------------- | ------------------------------------------------ | ------------------------------------------------------------- | --------------------------------------------------- | ------------------------------ |
| 1987  | Test Drive                             | Amiga, Amstrad CPC, Apple II, Atari ST, Commodore 64, DOS                                         |                                                  | Distinctive Software                                          | Accolade                                            | Нет                            |
| 1989  | The Duel: Test Drive II                | Amiga, Amstrad CPC, Apple IIgs, Apple Macintosh, Atari ST, Commodore 64, MS-DOS, MSX, ZX Spectrum | SNES, Genesis                                    | Distinctive Software                                          | Accolade                                            | Нет                            |
| 1990  | Test Drive III: The Passion            | DOS                                                                                               |                                                  | Accolade                                                      | Accolade                                            | Нет                            |
| 1997  | Test Drive 4                           | Windows                                                                                           | PlayStation                                      | Pitbull Syndicate                                             | Accolade                                            | Нет                            |
| 1998  | Test Drive 5                           | Windows                                                                                           | PlayStation                                      | Pitbull Syndicate                                             | Accolade                                            | Нет                            |
| 1999  | Test Drive 6                           | Windows                                                                                           | PlayStation, Dreamcast (только Северная Америка) | Pitbull Syndicate                                             | Infogrames North America, Cryo Interactive (Европа) | Нет                            |
| 2002  | TD Overdrive: The Brotherhood of Speed | Windows                                                                                           | PlayStation 2, Xbox                              | Pitbull Syndicate                                             | Infogrames                                          | Test Drive (Северная Америка)  |
| 2004  | Test Drive: Eve of Destruction         |                                                                                                   | PlayStation 2, Xbox                              | Atari Monster Games                                           | Atari                                               | Driven to Destruction (Европа) |
| 2006  | Test Drive Unlimited                   | Windows                                                                                           | PlayStation 2, Xbox 360, PlayStation Portable    | Eden Games (Xbox 360 и PC), Atari Melbourne House (PS2 и PSP) | Atari                                               | Нет                            |
| 2011  | Test Drive Unlimited 2                 | Windows                                                                                           | PlayStation 3, Xbox 360                          | Eden Games                                                    | Atari                                               | Нет                            |
| 2012  | Test Drive: Ferrari Racing Legends     | Windows                                                                                           | PlayStation 3, Xbox 360                          | Slightly Mad Studios                                          | Rombax Games                                        | Нет                            |
| 2024  | Test Drive Unlimited Solar Crown       | Windows                                                                                           | PlayStation 5, Xbox Series X/S, Nintendo Switch  | Kylotonn                                                      | Nacon                                               | Нет                            |

### «Off-Road»серии
| Release   | Title                         | PC           | Console                  | Разработчик              | Издатель                                                    | Alternate names                  |
| --------- | ----------------------------- | ------------ | ------------------------ | ------------------------ | ----------------------------------------------------------- | -------------------------------- |
| 1997      | Test Drive Off-Road           | Windows      | PS                       | Elite Systems            | Accolade Eidos Interactive (Европа) Coconuts Japan (Япония) | Gekitotsu! Yonku Battle (Япония) |
| 1998      | Test Drive Off-Road 2         | Windows      | PS                       | Pitbull Syndicate        | Accolade                                                    | Test Drive 4X4 (Европа)          |
| 1999/2000 | Test Drive Off-Road 3         | Windows      | PS, Dreamcast (Отменено) | Infogrames North America | Infogrames North America Infogrames Multimedia (Europe)     | 4X4 World Trophy (Европа)        |
| 2001/2002 | Test Drive Off-Road Wide Open | Нет сведений | PS2, Xbox                | Angel Studios            | Infogrames                                                  | Off-Road Wide Open (Eвропа)      |

### Остальные игры
| Release | Title                        | PC                 | Console                             | Разработчик                | Издатель                 | Alternate names                    |
| ------- | ---------------------------- | ------------------ | ----------------------------------- | -------------------------- | ------------------------ | ---------------------------------- |
| 2000    | Test Drive V-Rally           | Нет сведений       | Dreamcast                           | Eden Studios               | Infogrames               | V-Rally 2: Expert Edition (Eвропа) |
| 2000    | Test Drive Cycles (отменено) | Windows (отменено) | PS (Отменено), Dreamcast (отменено) | Infogrames North America   | Infogrames North America | Нет                                |
| 2000    | Test Drive Rally (отменено)  | Неизвестно         | PS (отменено), N64 (отменено)       | Digital Illusions CE       | Infogrames               | Нет                                |
| 2000    | Test Drive Le Mans           | Windows            | Dreamcast                           | Infogrames Melbourne House | Infogrames               | Le Mans 24 Hours (Европа)          |

### Game Boy Color игры
| Release   | Title                 | Разработчик    | Издатель   | Alternate names           |
| --------- | --------------------- | -------------- | ---------- | ------------------------- |
| 1999/2000 | Test Drive 6          | Xantera        | Infogrames | Нет сведений              |
| 1999/2000 | Test Drive Le Mans    | Velez & Dubail | Infogrames | Le Mans 24 Hours (Eвропа) |
| 1999/2000 | Test Drive Off-Road 3 | Xantera        | Infogrames | 4X4 World Trophy (Европа) |
| 2000      | Test Drive Cycles     | Xantera        | Infogrames | Нет сведений              |
| 2000      | Test Drive 2001       | Xantera        | Infogrames | Нет сведений              |